# Paramonova burrijunana
Paramonova burrijunana är en tvåvingeart som beskrevs av Kelsey 1987. Paramonova burrijunana ingår i släktet Paramonova och familjen fönsterflugor. Inga underarter finns listade i Catalogue of Life.